# Space Jazz Trio Vol. 2
Space Jazz Trio Vol. 2 è un album dello Space Jazz Trio guidato da Enrico Pieranunzi, pubblicato dalla YVP Music Records nel 1988. Il disco fu registrato il 16 e 17 novembre 1988 al Soundvideocat Studios di Roma (Italia).

## Tracce
Brani composti da Enrico Pieranunzi
Lato A
1. Blues for Us – 3:13
2. Hindsight – 5:52
3. Alba Prima – 4:44
4. Blue Ballad – 4:58
5. Open Event 3 – 3:40

Lato B
1. Qui Sait? – 4:09
2. Chiara – 6:27
3. Song for My Brother – 5:23
4. Chet – 6:09

Edizione CD del 2006 (dal titolo Enrico Pieranunzi Trio Vol.2), pubblicato dalla YVP Records
Brani composti da Enrico Pieranunzi
1. Blues for Us – 3:13
2. Hindsight – 5:52
3. Alba Prima – 4:44
4. Blue Ballad – 4:58
5. Open Event 3 – 3:40
6. Qui Sait? – 4:09
7. Chiara – 6:27
8. Song for My Brother – 5:23
9. Chet – 6:09
10. Autobahn – 5:15
11. Open Event 4 – 4:56

## Musicisti
- Enrico Pieranunzi - pianoforte
- Enzo Pietropaoli - contrabbasso
- Alfred Kramer - batteria